# Wasusarma

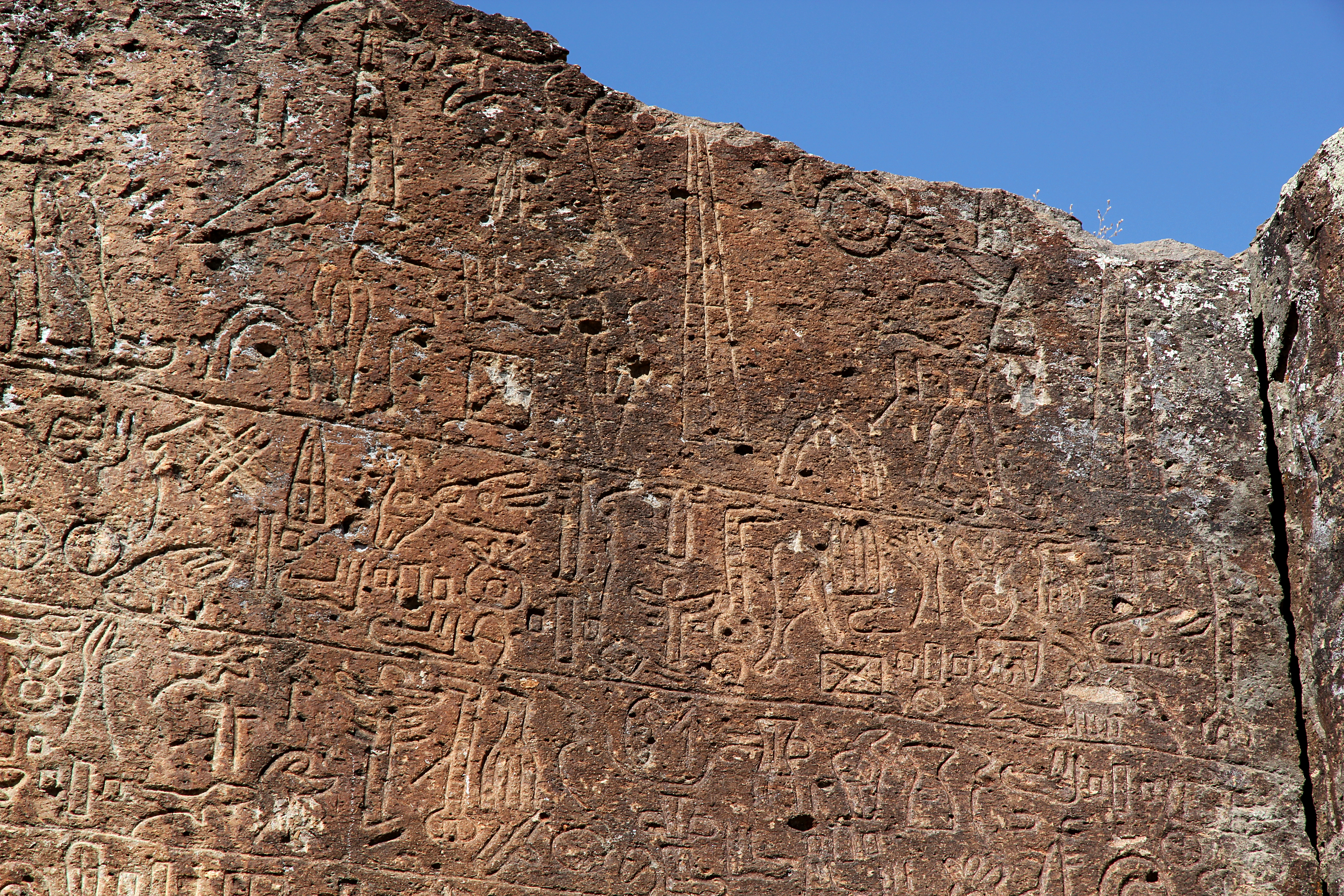
Name und Titulatur Wasusarmas (oberste Zeile von rechts)

Wasusarma (assyrisch Wassurme oder Uassurme, hieroglyphen-luwisch wa/i4-su-SARMA-ma-sa) war ein neo-hethitischer König von Tabal, der um 740/38–730 v. Chr. regierte. Er führte die Titel Großkönig und Held, wie schon sein Vater Tuwati II. (mittleres 8. Jahrhundert v. Chr.) vor ihm.

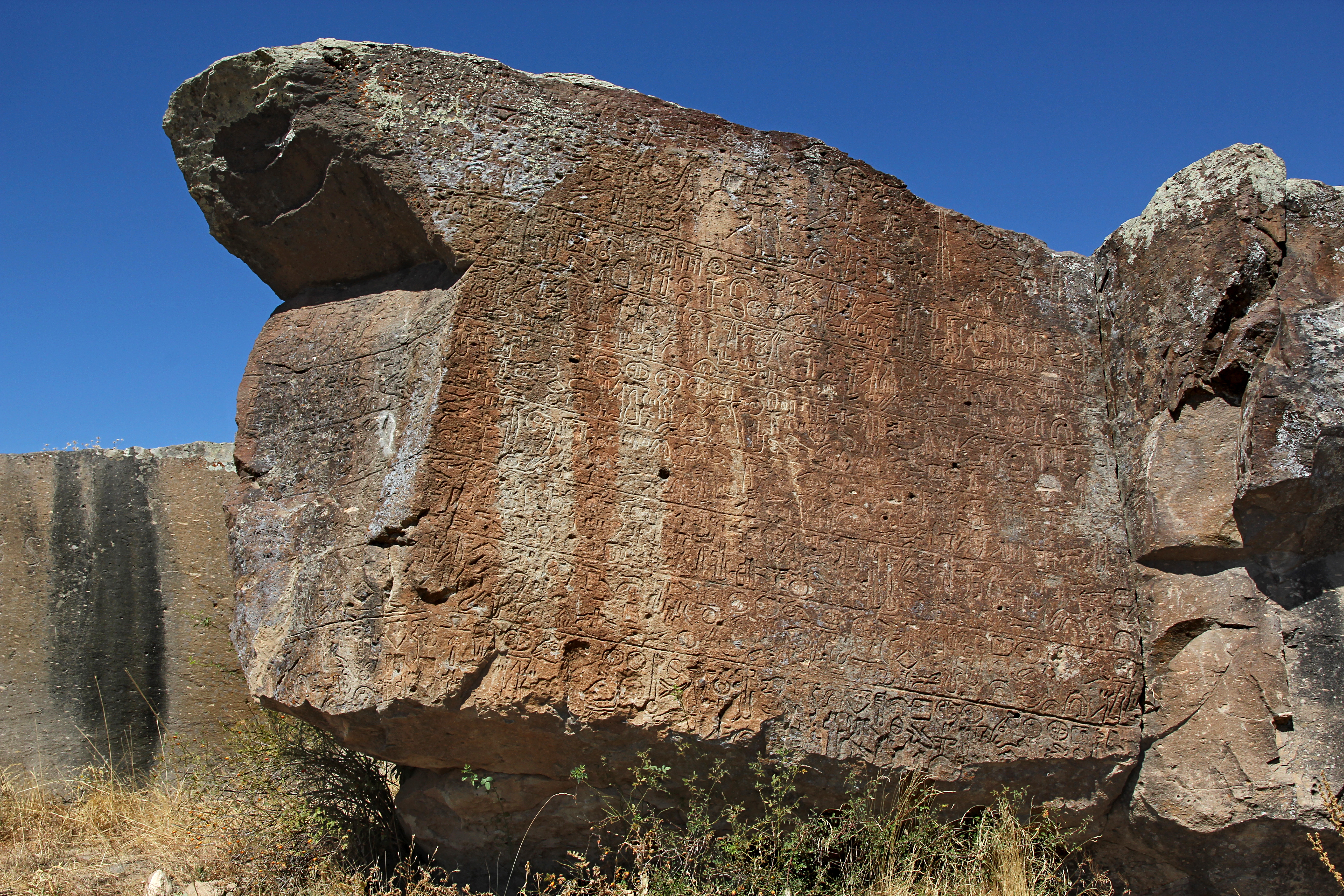
Inschrift des Wasusarma in Topada

Wasusarma wird in mehreren Hieroglyphen-Inschriften seiner Untertanen erwähnt. Er hinterließ aber auch eine eigene Inschrift in luwischen Hieroglyphen. In dieser Inschrift berichtet der König von Tabal davon, dass ihm acht Könige feindselig gesinnt waren, aber auch drei auf seiner Seite standen. Diese drei Verbündeten waren Warpalawa II. von Tuwana, Kiyakiya von Šinuḫtu und der Streitwagenkämpfer(?) Ruwata. Die feindlichen Könige, unter ihnen niedere wie wichtigere, so Wasusarma, versammelten sich in der Stadt Parzata oder Parzuta, die nahe der tabalischen Westgrenze gelegen haben könnte. Wasusarma zog seine Kavallerie zusammen und besetzte seine Grenzfestungen. Der Herrscher von Parzata stellte daraufhin eine eigene Grenzlinie auf und griff den König von Tabal scharf an. Als Antwort darauf drangen Wasusarma und seine Kavallerie in das Land Parzata ein, verheerten es brandschatzend und führten große Teile seiner Bevölkerung, darunter auch Frauen und Kinder, als Sklaven heim. Währenddessen griffen die Feinde die tabalischen Grenzen an, konnten sie aber nicht einnehmen. Der Krieg dauerte drei Jahre, ehe Wasusarma in einer großen Schlacht siegte und die Stadt Parzata endgültig einnehmen konnte, woraufhin sie gebrandschatzt wurde. Für den Sieg dankte Wasusarma dem Wettergott Tarhunza, und den Göttern Sarruma, (DEUS)*198-sa und (DEUS)BOS.*206.PANIS-sa. Auslöser des bewaffneten Konfliktes könnte eine expansionistische Politik der tabalischen Könige gewesen sein. Jedenfalls war Tabal der größte und mächtigste jener Staaten (Tabal, Atuna, Tuwana, Ištuanda, Ḫupišna und Šinuḫtu), die von den Assyrern in ihrer Gesamtheit auch als Tabal bezeichnet wurden.
Weitere Informationen über Wasusarma (in der Namensform Wassurme) liefern assyrische Quellen. Im Jahr 738 v. Chr. wurde Wasusarma von Tabal als tributpflichtiger Untertan des assyrischen Königs Tiglat-pileser III. aufgeführt. Wasusarma machte allerdings Probleme als assyrischer Vasall. Einerseits verweigerte er geforderte Tributzahlungen, andererseits sorgte sein Großkönigstitel für Probleme. Tiglat-pileser III. beschuldigte Wasusarma, sich seinem assyrischen Oberherrn gleichstellen zu wollen, und verlangte von ihm, dass er sich nach Assyrien begeben und vor dem assyrischen König höchstselbst erscheinen solle. Wasusarma folgte dem Befehl nicht nach, weswegen er von assyrischen Truppen kurzerhand abgesetzt wurde. Den Thron von Tabal bestieg daraufhin ein Marionettenherrscher der Assyrer, Ḫulli, „Sohn eines Niemands“ (730–726 v. Chr.), der vielleicht von bürgerlicher Herkunft war. Die Großkönigsdynastie von Tabal, der Wasusarma und sein Vater Tuwati II. angehört hatten, fand so ihr Ende.
Wasusarma wird in mehreren Felsinschriften und Stelen erwähnt. Dazu gehören die Felsinschrift von Topada, der Inschriftenstein von Suvasa, die Inschrift von Göstesin sowie die Stelen von Kayseri und Sultanhanı.